# 方波見咲
方波見 咲（かたばみ さく）は、日本の小説家、ライトノベル作家。

## 来歴
2015年、第11回MF文庫Jライトノベル新人賞最優秀賞を受賞した。

## 作品
- 『ギルド〈白き盾〉の夜明譚』（『MF文庫J』イラスト：白井秀実）
  1. 2015年11月20日発売 ISBN 978-4-04-067960-0
  2. 2016年3月23日発売 ISBN 978-4-04-068179-5
  3. 2016年8月23日発売 ISBN 978-4-04-068417-8
- 『超高度かわいい諜報戦 〜とっても奥手な黒姫さん〜』（『MF文庫J』イラスト：ろるあ）
  1. 2020年3月25日発売 ISBN 978-4-04-064544-5